# Брудна білизна
«Брудна білизна» (англ. Dirty Linen) — філіппінський телесеріал виробництва ABS-CBN Entertainment, що транслювався на каналі Kapamilya Channel. У головних ролях: Джанін Гутьєррес, Занджо Марудо, Франсін Діаз і Сет Феделін.
Прем'єра серіалу відбулася 23 січня 2023 року у вечірньому блоці мережі «Primetime Bida» та в усьому світі на The Filipino Channel. Останій 153-ий епізод серіалу вийшов 25 серпня 2023 року.

## Сюжет
Няня, водій і дві прачки, що працюють на багату аристократичну родину таємничим чином один за одним безслідно зникають. Роки потому близькі та рідні чотирьох зниклих прагнуть помститися родині. Щоб розкрити її брудні таємниці, вони потрапляють в дім під різними іменами. Однак зустріч зі старшим сином сім'ї стає на заваді на шляху помсти.

## У ролях
- Джанін Гутьєррес — Алекса Д. Сальвасьон / Міла Дела Крус-Фієро
- Дзанджое Марудо — Ейдан Р. Фієро
- Франсін Діаз — К'яра Д. Фієро
- Сет Феделін — Ніколас «Ніко» М. Сінаг
- Джон Арсілья — Карлос Ф. Фієро
- Джаніс де Белен — Леона Роке-Фієро
- Анхель Акіно — Ма. Феліз Ф. Фієро-Павія
- Джоел Торре — Роландо «Олан» Сінаг / Ейб Матіас
- Епі Квізон — Сальвадор «Адор» Павія
- Джей Сі Сантос — старший інспектор Лемюель М. Оноре
- Крістіан Бейблз — Джозеф Максимус «Макс» Діонісіо
- Дженіка Гарсія — Лайлані «Лала» Мілладо
- Елісс Джосон — Софі Мадригалес (2 сезон; повторювана роль в 1 сезоні)
- Ксіріель Манабат — Антонетта «Тонет» Ф. Павія
- Рейвен Ригор — Клінт Ф. Павія
- Тессі Томас — донья Сьєло Ф. Фієро